# Zuid-Spierdijk
Zuid-Spierdijk is een woonplaats in de gemeente Koggenland, in de Nederlandse provincie Noord-Holland. Het is gelegen tussen de dorpen Spierdijk en De Goorn.
Na de Tweede Wereldoorlog verloor het een aantal 'rechten'. Zo kon het geen geboorteplaats meer zijn. Daarom heeft Zuid-Spierdijk ook wel de status als buurtschap. Een deel van de Zuidspierdijkerweg werd ingelijfd door het dorp De Goorn; het overige deel behoort nu tot het dorp Spierdijk. Tot 1979 viel Zuid-Spierdijk onder de gemeente Berkhout, die dat jaar opging in de gemeente Wester-Koggenland. Sinds 1 januari 2007 is de gemeente Wester-Koggeland gefuseerd tot de gemeente Koggenland. Voor het bestaan van de gemeente behoorde de plaats al onder de stede Berkhout.
De plaatsnaam is afgeleid van de grondlaag die bij de plaats voorkwam. Spier verwijst naar de taaie bovenste laag van zeeklei die bedekt is met veen. Door de taaie aard van de spier is het geschikt voor het maken van dijken en/of het ophogen ervan. Ook de dijk van Zuid-Spierdijk is hiervan gemaakt.
In Zuid-Spierdijk zijn twee ondernemingen gevestigd: een non-food winkel (tot 2001 een supermarkt en slijterij) en een dierenarts. Zuid-Spierdijk is bekend van het tankstation Van Zijl. De eigenaar woonde lang naast het benzinestation dat bij de supermarkt was gelegen. Vanuit Zuid-Spierdijk groeide het bedrijf naar een bedrijf met meerdere benzinestations. Zowel de supermarkt als het benzinestation waren in de jaren 80 en begin jaren 90 van de twintigste eeuw gelegen aan een belangrijke doorrijroute voor verkeer. Bij verbetering en uitbreiding van de Braken en de aansluitende wegen verdween langzaam het belang van het benzinestation, en verdween uiteindelijk, maar ook omdat het duur was om het station te vernieuwen naar de nieuwe standaarden. De supermarkt hield het langer uit maar onder meer de druk van het winkelcentrum van De Goorn verdween ook deze.
Er is nieuwbouw in de plaats, bestaande uit één straat, de Landrust genaamd.